# Amours mortelles
Pour les articles homonymes, voir Mercy.
Pour plus de détails, voir Fiche technique et Distribution.
Amours Mortelles (Mercy)  est un thriller érotique américain, réalisé par Damian Harris, sorti en 2000.

## Synopsis
La détective Catherine Palmer (Ellen Barkin) enquête sur une affaire de meurtre en série impliquant des femmes bourgeoises qui ont été torturées à mort par un sado-maso. Toutes ont les cils coupés. L'investigation mène Catherine vers un groupe de bourgeoises fortunées où elle rencontre la première suspecte, Vickie Kittrie (Peta Wilson). Celle-ci a un fort penchant pour le sado-masochisme et pour les femmes, tout comme le Dr Broussard (Julian Sands), le thérapeute des victimes, qui cache lui-même de sombres secrets. L'histoire se complique au fur et au mesure que l'enquête avance.

## Fiche technique
- Titre original : Mercy
- Titre en français : Amours mortelles
- Réalisation    : Damian Harris
- Production     : Ashok Amritraj, Damian Lee, Paul Wynn
- Scénario       : Damian Harris, d'après le roman de David L. Lindsey
- Direction artistique : Arvinder Grewal
- Costumes       : L'Wren Scott
- Musique        : BC Smith
- Pays de production :  États-Unis
- Langue originale : anglais
- Format         : couleur - Ultra stereo
- Genre          : thriller érotique
- Durée          : 116 minutes (en France) 94 (aux États-Unis)
- Dates de sortie : 
  - États-Unis : 11 février 2000
  - France : 24 octobre 2000

## Distribution
- Ellen Barkin : Détective Catherine "Cathy" Palmer
- Peta Wilson : Vickie Kittrie
- Wendy Crewson : Bernadine Mello
- Karen Young : Mary
- Julian Sands : Dr. Dominick Broussard
- Marshall Bell : Gil Reynolds
- Beau Starr : Lt. Fritch
- Bill MacDonald : John Beck
- Stewart Bick : Cushing
- Ellen-Ray Hennessy : Miriel Farr
- Lara Daans : Dorothy Samenov
- Claire Burton : Sandra Moser
- Fulvio Cecere : Leeland
- Zehra Leverman : Terry Ross
- Mélanie Micholls-King : Jane
- Linda Carter : Helena
- Kevin Rushton : Clyde Bardish
- Doug Lennox : Mr. Kittrie
- Jacqueline McLeod : Mme Kittrie